# Константин VII Константинополски
Константин VII Константинополски (на гръцки: Πατριάρχης Κωνσταντίνος ΣΤ΄ Αράμπογλου) е православен епископ, 263-ти вселенски патриарх в Цариград само за 43 дни през 1924 година.
Завършва Халкинската семинария през 1885 г. с дисертацията „Лъжата Флорентински събор“ (на гръцки: Ὅτι Ψευδὴς ἡ ἐν Φλωρεντίᾳ Σύνοδος). От 5 март 1896 година е Родостолски викарий на Адрианополската митрополия, след което последователно от 22 юли 1899 година e Веленски и Коницки митрополит; от 29 юни 1906 година е Трапезундски митрополит; от 2 април 1913 година Кизикийски митрополит; от 10 февруари 1922 година Бурсенски митрополит и от 8 май 1924 година Деркоски митрополит. 
На 17 декември 1924 г. патриарх Григорий VII Константинополски умира и на същия ден митрополит Константин е избран за негов наследник, след което той и още двама кандидати за патриаршеския престол са задържани от турската полиция, тъй като не притежават необходимите документи за пребиваване в Константинопол. Въпросът става предмет на разглеждане от смесена френско-англо-гръцко-турска комисия. Комисията заключава, че патриархът трябва да бъде освободен, но по настояване на турската страна кемалисткото правителство получава мълчаливо разрешение да го изгони от Турция. Това обтяга и без друго обтегнатите отношенията между Турция и Гърция. Според Лозанския договор, за патриарх може да бъде избран само жител на Константинопол, а новият кандидат, макар и турски поданик, живее извън Константинопол и според споразумението подлежи на изселване. Почти веднага след изборът му турското правителство иска отстраняването му. На 1 февруари 1925 г. патриархът в изгнание пристига в Солун. Недоволството срещу изгонването му е силно, а особено възмутена е Англиканската църква и в частност икуменическото движение. След репатрирането му той се опитва да се върне в Турция, но турското правителство не го пуска.
През април 1925 г. преговорите между турското и гръцкото правителство относно отстраняването на патриарх Константин VI завършват със споразумение. На 22 май Константин VI уведомява гръцкото правителство, че се отказва от патриаршията, и изпраща петиция до Синода. След отказа живее известно време в Халкида, след което се установява в Неа Филаделфия.